# Dryas carteri
Dryas carteri är en fjärilsart som beskrevs av Riley 1926. Dryas carteri ingår i släktet Dryas, och familjen praktfjärilar. Inga underarter finns listade.